# Bart van Roijen
Bartolomeus (Bart) van Roijen (ur. 4 sierpnia 1965 w Diemen) – kanadyjski duchowny katolicki, holenderskiego pochodzenia, biskup Corner Brook i Labrador od 2019.

## Życiorys
Święcenia kapłańskie otrzymał 25 kwietnia 1997 i inkardynowany został do diecezji Nelson. Pracował głównie jako duszpasterz parafialny. W 2017 został mianowany wikariuszem generalnym diecezji.
7 października 2019 papież Franciszek mianował go ordynariuszem Corner Brook i Labrador w metropolii Saint John’s. Sakry udzielił mu 12 grudnia 2019 arcybiskup Peter Joseph Hundt.